# Journal of Natural Products (Lloydia)
Journal of Natural Products (Lloydia) (abreviado J. Nat. Prod. (Lloydia)) es una revista científica con ilustraciones y descripciones botánicas que es editada en Cincinnati, donde se publica desde el número 42 desde el año 1979 hasta ahora. Fue precedida por Lloydia; A Quarterly Journal of Biological Science.